# Blomesche Wildnis
Blomesche Wildnis est une commune allemande de l'arrondissement de Steinburg, Land de Schleswig-Holstein.

## Géographie
Blomesche Wildnis se situe dans l'estuaire de l'Elbe
|             | Borsfleth         | Krempdorf               |
| Wischhafen  | Blomesche Wildnis | Elskop                  |
| Drochtersen | Glückstadt        | Engelbrechtsche Wildnis |

## Histoire
Le territoire de la commune apparaît avec l'endiguement au début du XVIIe siècle. La première partie du nom de la commune vient du nom du dernier propriétaire en 1667.
Blomesche Wildnis est indépendante en 1889.

## Personnalités liées à la commune
- Willi Holdorf (1940-2020), champion olympique du décathlon en 1964.